# رمو
ژول اگوست مورر (فرانسوی: Jules Auguste Muraire‎; ۱۸ دسامبر ۱۸۸۳ – ۲۰ سپتامبر ۱۹۴۶) با نام هنری رمو هنرپیشه اهل کشور فرانسه بود. شهرت این بازیگر به خاطر بازی در فیلم سزار است.